# Fail2ban
Fail2ban은 침입 차단 소프트웨어 프레임워크로서 컴퓨터 서버를 무차별 대입 공격으로부터 보호한다. 파이썬 프로그래밍 언어로 쓰여졌으며, 패킷 제어 시스템이나 로컬에 설치된 방화벽(iptables 또는 TCP 래퍼)과의 인터페이스를 갖는 POSIX 시스템에서 돌아갈 수 있다.

## 기능
Fail2ban은 로그 파일들(예를 들면 /var/log/auth.log, /var/log/apache/access.log 등)의 선택된 엔트리들과 이것에 기반한 스크립트들을 모니터링함으로써 동작한다. 일반적으로 이것은 선택된 IP 주소들(시스템의 보안을 위반하려는 시도를 하는)을 막는데 사용된다. 이것은 너무 많은 로그인 시도를 하거나 의도되지 않은 행동을 수행하는 어떤 호스트 IP 주소도 막을 수 있다. Fail2ban은 일반적으로 특정한 기간 이내에 차단된 호스트에 대한 차단을 풀어서 임시로 잘못 설정된 진짜 연결이 접속할 수 있게 한다. 하지만 이것을 푸는 몇 분의 시간이 보통 악의적인 접속들로 인한 플루딩을 막거나 성공적인 사전 공격의 가능성을 줄이는 데에는 충분하다.
Fail2ban은 문제가 되는 IP 주소가 탐지될 때마다 다중적인 행동을 취할 수 있다: 위반자의 IP 주소를 거부하기 위한 넷필터 또는 PF 방화벽 규칙, TCP 래퍼의 hosts.deny 테이블의 업데이트; 이메일 알림; 또는 파이썬 스크립트에 의해 수행되는 사용자 정의 행위.
표준 설정은 아파치, Lighttpd, sshd, vsftpd, qmail, Postfix 그리고 Courier 메일 서버를 위한 필터들과 함께 제공된다. 필터들은 파이썬 정규 표현식에 정의되며 관리자가 익숙한 정규 표현식으로 커스터마이즈될 수 있다. 필터와 행위의 조합은 "jail"로 알려져 있으며 악의적인 호스트들이 특정한 네트워크 서비스에 접근하는 것을 막는다. 소프트웨어와 함께 배포되는 예시들 뿐 아니라 "jail"은 로그 파일이나 접근을 생성하는 어떠한 네트워크를 위해서도 생성될 수 있다.

## 단점
- Fail2ban는 분산 무차별 대입 공격을 방어할 수 없다.
- IPv6에 대한 지원이 없다. 제공자가 자동으로 이것을 설치하면 Fail2ban은 동작하지 않을 것이다.[6]
- 애플리케이션 전용 API/AGI들과 상호 작용이 없다.

## 같이 보기
- DenyHosts, 로그 기반 침입 차단 보안 툴.
- Stockade, 스팸에 대한 비율 제한적인 접근.
- OSSEC, 오픈 소스 호스트 기반 침입 탐지 시스템.